# Luke Steele
Luke David Steele (Peterborough, 24 settembre 1984) è un allenatore di calcio e calciatore inglese, portiere e tecnico del Peterborough Sports.

## Statistiche

### Presenze e reti nei club
Statistiche aggiornate al 24 ottobre 2016.
| Stagione             | Squadra              | Campionato           | Campionato | Campionato | Coppe nazionali | Coppe nazionali | Coppe nazionali | Coppe continentali | Coppe continentali | Coppe continentali | Altre coppe | Altre coppe | Altre coppe | Totale | Totale |
| Stagione             | Squadra              | Comp                 | Pres       | Reti       | Comp            | Pres            | Reti            | Comp               | Pres               | Reti               | Comp        | Pres        | Reti        | Pres   | Reti   |
| -------------------- | -------------------- | -------------------- | ---------- | ---------- | --------------- | --------------- | --------------- | ------------------ | ------------------ | ------------------ | ----------- | ----------- | ----------- | ------ | ------ |
| 2007-gen. 2008       | West Bromwich        | FLC                  | 2          | -3         | FACup+CdL       | 0               | 0               | -                  | -                  | -                  | -           | -           | -           | 2      | -3     |
| gen.-giu. 2008       | Barnsley             | FLC                  | 14         | -16        | FACup+CdL       | 3+0             | -2              | -                  | -                  | -                  | -           | -           | -           | 17     | -18    |
| 2008-2009            | Barnsley             | FLC                  | 10         | -11        | FACup+CdL       | 0+1             | -2              | -                  | -                  | -                  | -           | -           | -           | 11     | -13    |
| 2009-2010            | Barnsley             | FLC                  | 39         | -53        | FACup+CdL       | 1+3             | -1 + -3         | -                  | -                  | -                  | -           | -           | -           | 43     | -57    |
| 2010-2011            | Barnsley             | FLC                  | 46         | -66        | FACup+CdL       | 1+1             | -2 + -1         | -                  | -                  | -                  | -           | -           | -           | 48     | -69    |
| 2011-2012            | Barnsley             | FLC                  | 36         | -60        | FACup+CdL       | 1+1             | -4 + -2         | -                  | -                  | -                  | -           | -           | -           | 38     | -66    |
| 2012-2013            | Barnsley             | FLC                  | 33         | -50        | FACup+CdL       | 4+0             | -6              | -                  | -                  | -                  | -           | -           | -           | 37     | -56    |
| 2013-2014            | Barnsley             | FLC                  | 31         | -57        | FACup+CdL       | 1+1             | -2 + -0         | -                  | -                  | -                  | -           | -           | -           | 33     | -59    |
| Totale Barnsley      | Totale Barnsley      | Totale Barnsley      | 209        | -313       |                 | 18              | -25             |                    | -                  | -                  |             | -           | -           | 227    | -338   |
| 2014-2015            | Panathinaikos        | SL                   | 29+4       | -26 + -0   | CG              | 1               | 0               | UCL+UEL            | 0+3                | -5                 | -           | -           | -           | 37     | -31    |
| 2015-2016            | Panathinaikos        | SL                   | 27+6       | -20 + -6   | CG              | 2               | -1              | UCL+UEL            | 0+2                | -2                 | -           | -           | -           | 37     | -29    |
| 2016-2017            | Panathinaikos        | SL                   | 6          | -4         | CG              | 0               | 0               | UEL                | 7                  | -7                 | -           | -           | -           | 13     | -11    |
| Totale Panathinaikos | Totale Panathinaikos | Totale Panathinaikos | 62+10      | -50 + -6   |                 | 3               | -1              |                    | 12                 | -14                |             | -           | -           | 87     | -71    |
| Totale carriera      | Totale carriera      | Totale carriera      | 273+10     | -366 + -6  |                 | 21              | -26             |                    | 12                 | -14                |             | -           | -           | 316    | -412   |

## Palmarès

### Club

#### Competizioni giovanili
- FA Youth Cup: 1

Manchester United: 2002-2003